# Jasia Reichardt
Jasia Reichardt (ur. 13 listopada 1933 w Warszawie) – brytyjska historyczka i krytyczka sztuki pochodzenia polskiego, dyrektorka galerii w Londynie, kuratorka, pisarka i wykładowczyni. 
Zebrała i skatalogowała archiwum swojej ciotki Franciszki i jej męża Stefana Themersonów.

## Życiorys
Urodziła się 13 listopada 1933 w Warszawie jako Janina Chaykin. Jej rodzicami byli Maryla (Maria) Weinles-Chaykin i Seweryn „Sewek” Chaykin. Matka była ilustratorką i pianistką, a ojciec inżynierem architektem. W czasie II wojny światowej wraz z matką i babką znalazła się na terenie getta warszawskiego. Przez ponad dwa i pół roku dochodziła do nich korespondencja, a czasem i paczki żywnościowe od Franciszki Themerson, która w tym czasie przebywała w Anglii. W 1942 r. Jasia i wraz z babką zostały wywiezione ambulansem do Otwocka, gdzie się potem ukrywały. W 1942 r. zmieniła nazwisko na Maria Janina Cegłowska. Dziewczynka przetrwała do końca wojny dzięki pomocy ludzi. Jej rodzice zostali zamordowani w obozie zagłady w Treblince. Po wojnie, dzięki ogłoszeniu w gazecie, została odnaleziona przez siostrę jej ojca i udało jej się wyjechać do ciotki do Anglii. Tam musiała nauczyć się języka angielskiego i wrócić do szkoły. Kształciła się w postępowej Dartington Hall School w hrabstwie Devon. Następnie rozpoczęła studia teatralne w Old Vic Theatre School w Bristolu w zachodniej Anglii.
W latach 50 była asystentką redaktora czasopisma Art News and Review. W czasie jej istnienia organizowała i opisywała wystawy w londyńskiej awangardowej galerii Grabowski Gallery (1959-1975), gdzie polski właściciel, Mateusz Grabowski promował młodych artystów z całego świata. Od 1963 do 1971 r. była wicedyrektorem Institute of Contemporary Arts (ICA) w Londynie. W 1968 r. była kuratorem nowatorskich wystaw Cybernetic Serendipity oraz Fluorescent Chrysanthemum, ta ostatnia w dziedzinie sztuki japońskiej w ICA, i była redaktorką specjalnego wydania Cybernetic serendipity: the computer and the arts, w serii czasopisma Studio International, które wydano w tym samym czasie.
Od 1974 do 1976 r. była dyrektorem londyńskiej Whitechapel Art Gallery. Od 1990 r. wraz z Nicholasem Wadleyem (później jej drugi mąż, zm. 2017), wykładała na Architectural Association oraz na innych uczelniach, m.in. Bartlett School of Architecture, University College London, Middlesex University, którego to została doktorem honoris causa w 2015 r.
Jasia Reichardt po śmierci Franciszki (młodszej siostry swej matki) i Stefana Themersonów zebrała w ośmiu tomach ich archiwum.
Po skatalogowaniu zbiorów, w 2015 r. praktycznie całość archiwum została zdeponowana w Bibliotece Narodowej, w tym dokumenty dotyczące Gaberbocchus Press, jak również kolekcja kartek życzeniowych i innych druków Themersonów pod hasłem: Gaberbocchus some of the old favourites.